# Lacosoma arizonicum
Lacosoma arizonicum är en fjärilsart som beskrevs av Dyar 1898. Lacosoma arizonicum ingår i släktet Lacosoma och familjen Mimallonidae. Inga underarter finns listade i Catalogue of Life.